# HMS Codrington (D65)
HMS Codrington (D65) byl torpédoborec britského královského námořnictva. Postaven byl jako vůdčí loď flotily torpédoborců třídy A. Účastnil se bojů druhé světové války. Dne 27. července 1940 plavidlo v Doveru potopily německé bombardéry. Informace o potopení torpédoborce Codrington byla zveřejněna až 18. května 1945.

## Stavba

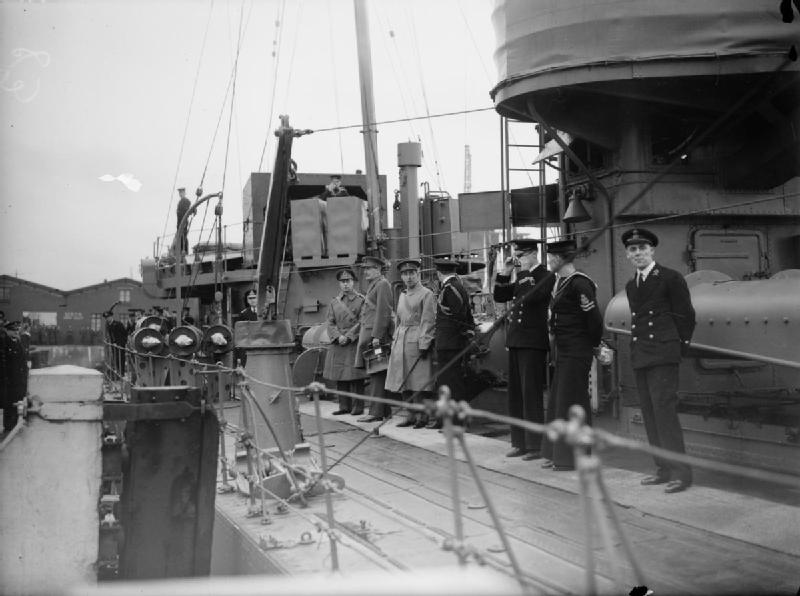
Král Jiří VI. na palubě torpédoborce HMS Codrington

Torpédoborec postavila britská loděnice Swan Hunter ve Wallsendu. Stavba byla zahájena 20. června 1928, na vodu byl spuštěn 7. srpna 1929 a do služby byl přijat 4. června 1930.

## Konstrukce
Oproti ostatním plavidlům třídy A byla jeho výzbroj posílena o pátý 120mm kanón. Výzbroj tak tvořilo pět 120mm/45 kanónů QF Mk.IX, dva protiletadlové 40mm kanóny a dva čtyřhlavňové 533mm torpédomety. Torpéda byla nejprve typu Mk.V a později Mk.IX. Pohonný systém tvořily tři kotle Admiralty a dvě parní turbíny Parsons o výkonu 39 000 hp, pohánějící dva lodní šrouby. Nejvyšší rychlost dosahovala 35 uzlů.

### Modifikace
Nedlouho před potopením byl jeden z torpédometů nahrazen protiletadlovým 76mm kanónem.